# Crocidura grandis
Crocidura grandis — вид ссавців родини Soricidae. Це ендемік Філіппін. Його природне місце проживання — субтропічні або тропічні сухі ліси. Немає інформації про те, чи може він адаптуватися до антропогенних середовищ існування.